# Ante Krapić
Ante Krapić (Zadar, 19. prosinca 1985.) je hrvatski profesionalni košarkaš koji trenutno igra za Bosco iz hrvatske drugoligaške Prve muške lige. Visok 2,03 m, a igra na pozicijama napadača.
Košarkaške informacije
Početak karijere: 2003-sada
Informacije o karijeri
- 2003.–2006. Borik-Puntamika
- 2006.–2007. Kaptol
- 2007.–2008. Borik Puntamika
- 2008.–2010. Zabok
- 2010.–2011. Cibona
- 2011.–2012. Zadar
- 2012.–2013. Zagreb
- 2013.–2014. Pitesti
- 2014. Ploiesti
- 2014.–2015. ZTE
- 2015.–2016. KK Zabok
- 2016. Lietkabelis Panavezys
- 2016.–2018. Zagreb
- 2018.–2019. Hermes Analitica
- 2019.–2020. SZTE-Szedeak
- 2020. Hermes Analitica
- 2020.–2021. Gorica
- 2021.–sada Bosco

## Vanjske poveznice
- Profil scoutbasketball.com
- Druga ABA Liga Profil
- profil proballers.com
- realGM profil